# 野木站
野木站（日语：／ Nogi eki */?）是東日本旅客鐵道（JR東日本）宇都宮線（東北本線）的鐵路車站，位於栃木縣下都賀郡野木町丸林。

## 車站構造
島式月台1面2線的跨站式站房。

### 月台配置
| 月台 | 路線                  | 方向 | 目的地                                                            |
| ---- | --------------------- | ---- | ----------------------------------------------------------------- |
| 1    | ■宇都宮線（東北本線） | 下行 | 小山、宇都宮、黑磯方向                                            |
| 2    | ■宇都宮線（東北本線） | 上行 | 大宮、東京、新宿、橫濱、大船方向 （包括■湘南新宿線、■上野東京線） |

（來源：JR東日本:車站構內圖 （页面存档备份，存于））

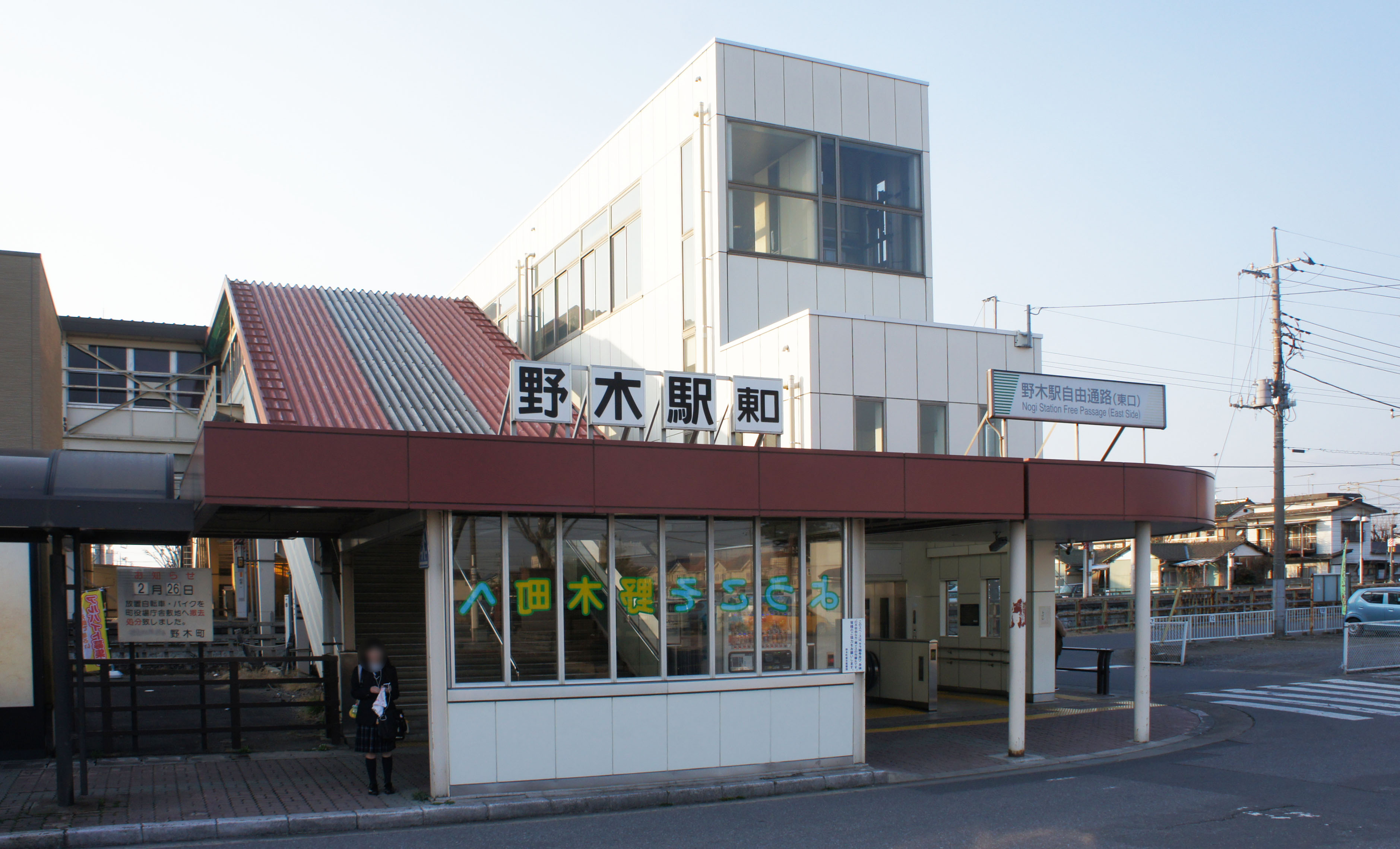
東口（2019年3月）
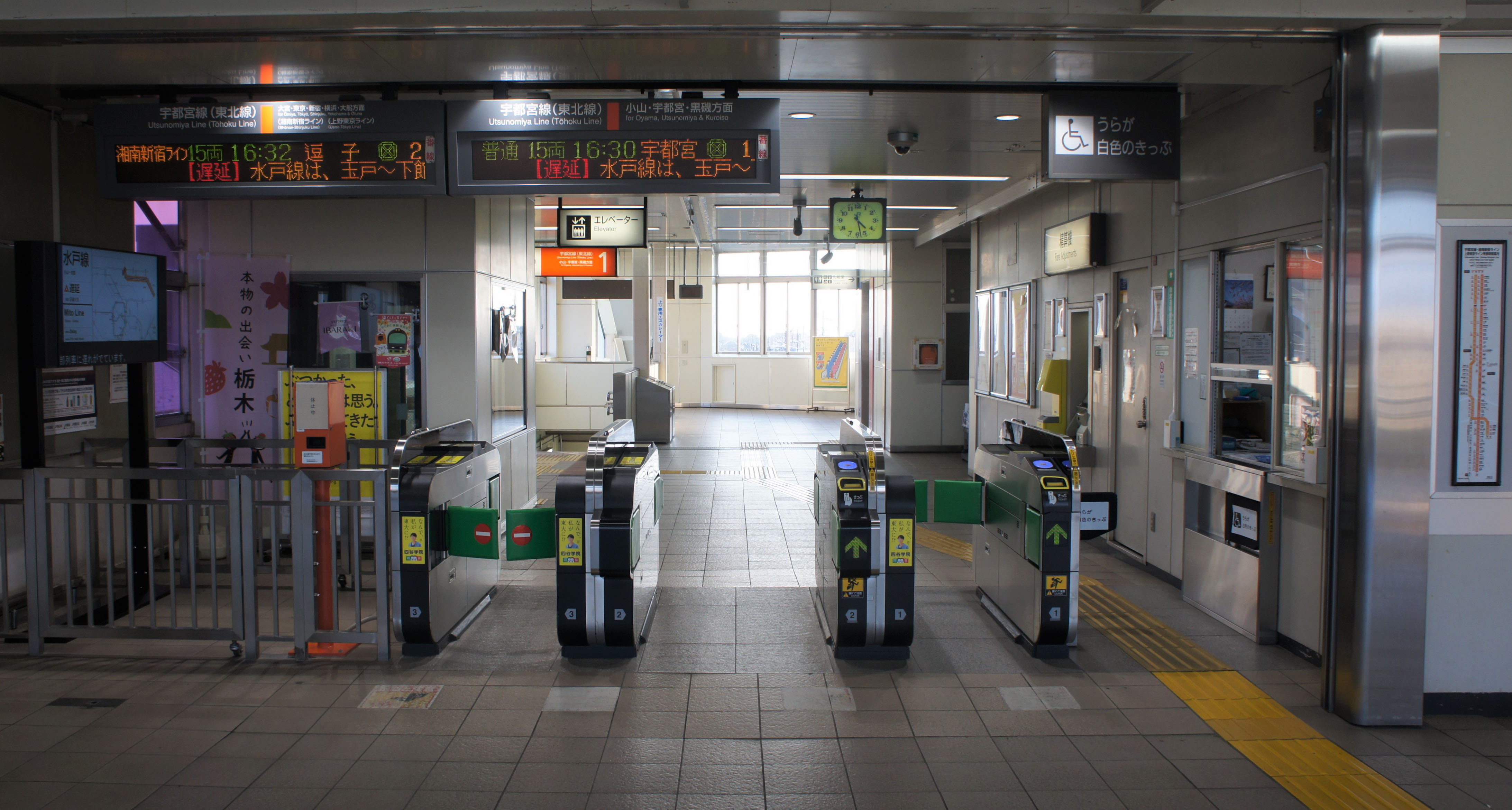
閘口（2019年3月）
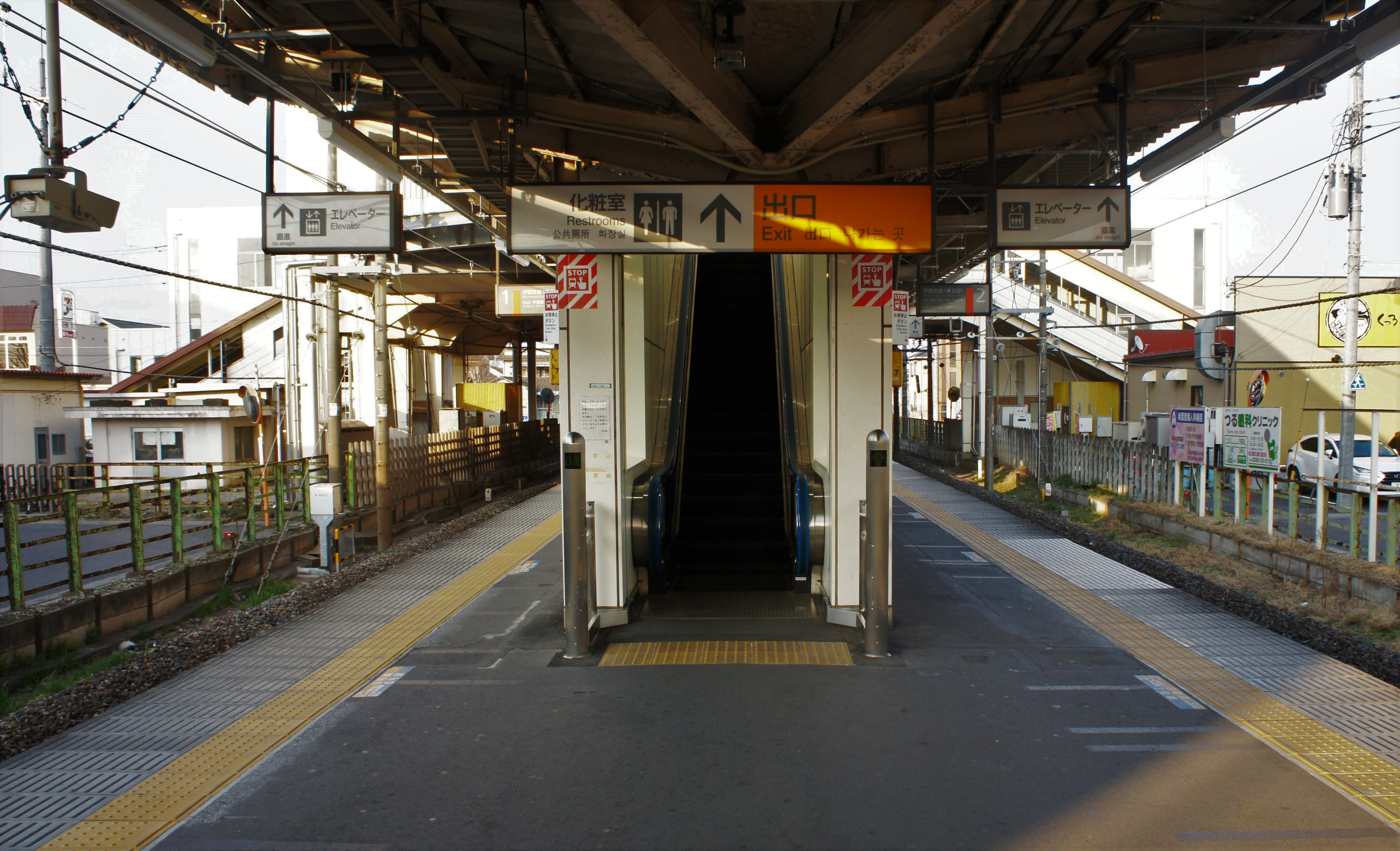
月台（2019年3月）

## 使用情況
根據JR東日本，2019年（令和元年）度1日平均上車人次為4,619人。栃木縣內JR線車站次於宇都宮站、小山站、那須鹽原站、栃木站、石橋站、雀宮站排行第7位。
另外，近年推移如下表。
| 上車人次推移       | 上車人次推移     | 上車人次推移    |
| 年度               | 1日平均 上車人次 | 來源            |
| ------------------ | ---------------- | --------------- |
| 2000年（平成12年） | 6,317            | [ 利用客数 2 ]  |
| 2001年（平成13年） | 6,228            | [ 利用客数 3 ]  |
| 2002年（平成14年） | 6,141            | [ 利用客数 4 ]  |
| 2003年（平成15年） | 6,172            | [ 利用客数 5 ]  |
| 2004年（平成16年） | 6,139            | [ 利用客数 6 ]  |
| 2005年（平成17年） | 6,051            | [ 利用客数 7 ]  |
| 2006年（平成18年） | 5,996            | [ 利用客数 8 ]  |
| 2007年（平成19年） | 5,923            | [ 利用客数 9 ]  |
| 2008年（平成20年） | 5,891            | [ 利用客数 10 ] |
| 2009年（平成21年） | 5,741            | [ 利用客数 11 ] |
| 2010年（平成22年） | 5,579            | [ 利用客数 12 ] |
| 2011年（平成23年） | 5,414            | [ 利用客数 13 ] |
| 2012年（平成24年） | 5,350            | [ 利用客数 14 ] |
| 2013年（平成25年） | 5,332            | [ 利用客数 15 ] |
| 2014年（平成26年） | 5,093            | [ 利用客数 16 ] |
| 2015年（平成27年） | 5,035            | [ 利用客数 17 ] |
| 2016年（平成28年） | 4,891            | [ 利用客数 18 ] |
| 2017年（平成29年） | 4,777            | [ 利用客数 19 ] |
| 2018年（平成30年） | 4,697            | [ 利用客数 20 ] |
| 2019年（令和元年） | 4,619            | [ 利用客数 21 ] |

## 車站周邊

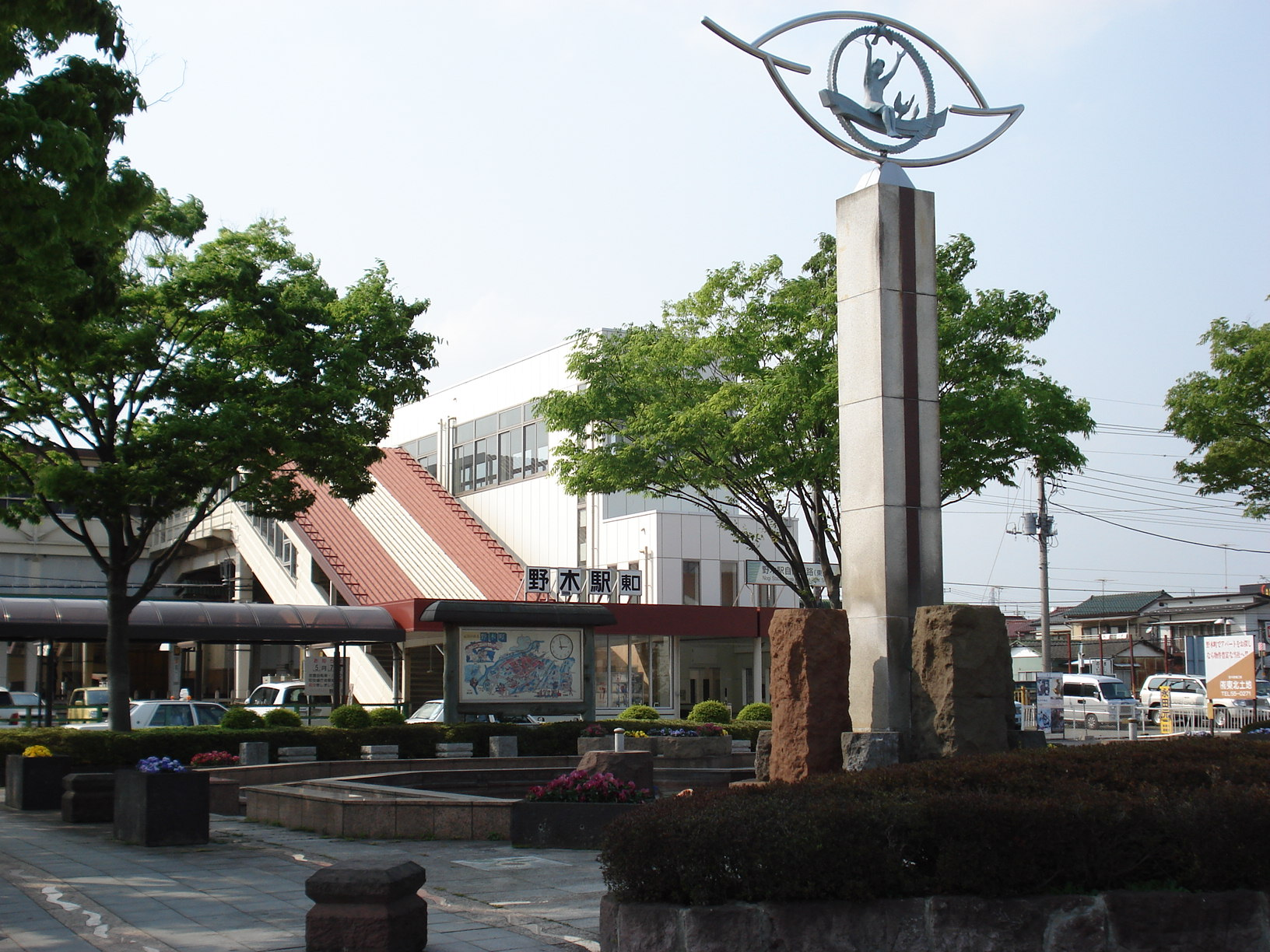
車站東口

- 野木町政府辦公室
- 野木郵政局
- 舊下野煉化製造会社霍夫曼式輪窯

## 历史
- 1963年（昭和38年）2月16日－開業。
- 1987年（昭和62年）4月1日－國鐵分割民營化，車站由JR東日本接手經營。
- 2001年（平成13年）11月18日－智能卡系統Suica正式投入服務。
- 2007年（平成19年）3月9日－隨著本站轉為業務委託站，本站的綠色窗口停業。

## 相鄰車站
東日本旅客鐵道
■宇都宮線
■通勤快速、■快速「Rabbit」
通過
■普通
古河－野木－間間田

### 使用情況
1. ↑  . 東日本旅客鉄道.   [2019-07-11]. （原始内容存档于2019-07-05）.
2. ↑  . 東日本旅客鉄道.   [2019-02-13]. （原始内容存档于2019-03-28）.
3. ↑  . 東日本旅客鉄道.   [2019-02-13]. （原始内容存档于2019-03-28）.
4. ↑  . 東日本旅客鉄道.   [2019-02-13]. （原始内容存档于2019-03-28）.
5. ↑  . 東日本旅客鉄道.   [2019-02-13]. （原始内容存档于2019-03-28）.
6. ↑  . 東日本旅客鉄道.   [2019-02-13]. （原始内容存档于2019-03-28）.
7. ↑  . 東日本旅客鉄道.   [2019-02-13]. （原始内容存档于2019-03-28）.
8. ↑  . 東日本旅客鉄道.   [2019-02-13]. （原始内容存档于2019-03-28）.
9. ↑  . 東日本旅客鉄道.   [2019-02-13]. （原始内容存档于2019-03-28）.
10. ↑  . 東日本旅客鉄道.   [2019-02-13]. （原始内容存档于2019-03-28）.
11. ↑  . 東日本旅客鉄道.   [2019-02-13]. （原始内容存档于2019-03-28）.
12. ↑  . 東日本旅客鉄道.   [2019-02-13]. （原始内容存档于2019-03-28）.
13. ↑  . 東日本旅客鉄道.   [2019-02-13]. （原始内容存档于2019-03-28）.
14. ↑  . 東日本旅客鉄道.   [2019-02-13]. （原始内容存档于2019-03-28）.
15. ↑  . 東日本旅客鉄道.   [2019-02-13]. （原始内容存档于2019-03-28）.
16. ↑  . 東日本旅客鉄道.   [2019-02-13]. （原始内容存档于2019-03-28）.
17. ↑  . 東日本旅客鉄道.   [2019-02-13]. （原始内容存档于2019-03-23）.
18. ↑  . 東日本旅客鉄道.   [2019-02-13]. （原始内容存档于2019-03-28）.
19. ↑  . 東日本旅客鉄道.   [2019-02-13]. （原始内容存档于2019-03-21）.
20. ↑  . 東日本旅客鉄道.   [2019-07-11]. （原始内容存档于2019-07-05）.
21. ↑  . 東日本旅客鉄道.   [2020-07-10]. （原始内容存档于2020-07-10）.

## 外部連結
- 車站資訊（野木）：東日本旅客鐵道

36°13′49.32″N 139°44′6.10″E / 36.2303667°N 139.7350278°E